# L'Enfer
L'enfer és una pel·lícula francesa de Claude Chabrol estrenada el 1994.

## Argument
Tot somriu a Paul (François Cluzet): esdevé finalment propietari de l'hostal on treballava i es casa amb Nelly (Emmanuelle Béart), una de les dones més maques de la regió. Aquesta li dona ben de pressa un nen. Però Paul té problemes de deutes i pateix la competència d'altres hostalers. Es posa a beure cada vegada més, i sobretot està convençut que Nelly l'enganya. Acaba fins i tot sentint veus que li ho afirmen, fins a tornar-se literalment boig.

## Repartiment
- François Cluzet: Paul
- Emmanuelle Béart: Nelly, la dona de Paul
- Marc Lavoine: Martineau, el play-boy
- Nathalie Cardone: Marilyn
- André Wilms: el doctor Arnoux
- Thomas Chabrol: Julien
- Mario David: Duhamel, fidel client de l'hostal, cameraman aficionat

## Al voltant de la pel·lícula
- Inicialment, la pel·lícula va ser escrita per Henri-Georges Clouzot. En va començar el rodatge el 1964, amb Romy Schneider i Sergé Reggiani en els papers principals. Per problemes de salut de Sergé Reggiani i del mateix Clouzot, aquest no ho va poder acabar mai, i Chabrol en va reprendre el guió el 1994.
- Es tracta de l'últim llargmetratge de Mario David abans de la seva mort el 1996. Tenia igualment un paper secundari important al primer "L'enfer" de 1964, la pel·lícula original i inacabada d'Henri-Georges Clouzot.